# Théophile Onfroy
Théophile Onfroy (Verdún, 29 de diciembre de 1992) es un deportista francés que compitió en remo. Su hermano Valentin compitió en el mismo deporte.
Ganó dos medallas en el Campeonato Mundial de Remo, en los años 2015 y 2018, y cuatro medallas en el Campeonato Europeo de Remo entre los años 2015 y 2018.

## Palmarés internacional
| Campeonato Mundial | Campeonato Mundial       | Campeonato Mundial | Campeonato Mundial     |
| Año                | Lugar                    | Medalla            | Prueba                 |
| ------------------ | ------------------------ | ------------------ | ---------------------- |
| 2015               | Aiguebelette (Francia)   | Medalla de plata   | Dos sin timonel ligero |
| 2018               | Plovdiv (Bulgaria)       | Medalla de bronce  | Dos sin timonel        |
| Campeonato Europeo |                          |                    |                        |
| Año                | Lugar                    | Medalla            | Prueba                 |
| 2015               | Poznań (Polonia)         | Medalla de plata   | Dos sin timonel ligero |
| 2016               | Brandeburgo (Alemania)   | Medalla de bronce  | Cuatro sin timonel     |
| 2017               | Račice (República Checa) | Medalla de plata   | Dos sin timonel        |
| 2018               | Glasgow (Reino Unido)    | Medalla de plata   | Dos sin timonel        |